# Петър Върбанов
Петър Върбанов Петров е български актьор, режисьор и художествен ръководител на Експериментална театрална студия „Игра“.

## Биография
Върбанов е роден на 16 юли 1961 г. в град Велики Преслав, тогава в Народна република България. Завършва 7 СОУ „Свети Седмочисленици“ и ВИТИЗ „Кръстьо Сарафов“.
Той е съосновател и художествен ръководител на театралната студия „Игра“ към Дом на културата „Средец“, създадена през 1996 г. с Веселин Калановски и Петър Будевски. Режисира постановката „Изгубени германци или лов на пеперуди“, която от 21 март 2014 г. се играе на Бродуей.
Неговите възпитаници в школата са Живко Джуранов, Ивайло Драгиев, Радина Кърджилова, Силвия Петкова, Весела Бабинова, Дария Симеонова, Анастасия Събева, Елеонора Петрова, Даниел Кукушев, Мартин Методиев, Далия Георгиева, Карина Андонова, Красимир Христов, Лъчезар Натлев, Рада Христова и други.

## Кариера на озвучаващ актьор
Върбанов започва да се занимава с дублажи през 1984 г., докато е още студент. Първата му работа е по съветската анимация „Альонушка и Иванушка“ по Първа програма на Българската телевизия. По-известен е като глас в телевизионни сериали и нахсинхронните дублажи на анимационни филми, сред които са „Красавицата и звярът“, „Търсенето на Немо“, „Рататуй“, „УОЛ-И“, „Коледна песен“, „Лоракс“, „Храбро сърце“ и „Самолети“.
Върбанов озвучава в сериалите „Вавилон 5“ (дублаж на bTV), „Фрейзър“ (дублаж на TV7), „Джерико“ (дублаж на Александра Аудио), „Островът на обречените“, „Хамелеони“, „Легендата за Испания“, „Бруклин 99“, „Младият Шелдън“ и други.
Върбанов е режисьор на дублажи на игрални и анимационни филми в дублажно студио „Александра Аудио“.

## Роли в театъра
- „Процесът против богомилите“ от Стефан Цанев, режисиран от Асен Шопов – Театър „София“ (1993)[5]
- Джордж – „За мишките и хората“ от Джон Стайнбек

## Филмови и телевизионни участия
- „В името на народа“ (1984)
- „Каменната гора“ (тв, 1987)
- „Трака-трак“ (1996)
- „Хотел България“ (2004) – капитан Симеонов
- „Отрова за мишки или как да си направим банка“ (2014) – Кондев
- „Грешници“ (2018) – Димитър Цанков

## Личен живот
Върбанов е женен за Лидия Върбанова, и имат един син – Борис.